# Ицыл
Ицы́л (Ици́л) — хребет на Южном Урале в составе Таганайского горного узла, на границе национального парка «Таганай». Является частью Большого Уральского хребта. По Ицылу проходит граница между Европой и Азией. Наивысшая точка — гора Ицыл, представляющая собой двуглавую вершину. Северный пик (1068 м) несколько выше южного (1049 м) и отделён от него плоскогорьем, покрытым обломками горных пород диаметром 0,5 — 3 м. Скалы местами покрыты лишайниками и мхом. Встречаются заросли черники.

## Название
Название хребта в переводе с башкирского языка означает «вечный ветер». В башкирском языке встречаются и другие топонимы, включающие в себя производные от слова зил, сил «ветер». Предположительно таковыми являются название хребта Зильмердак и реки Зилим.

## Расположение
Хребет расположен к востоку от хребта Большой Таганай, к северу от хребтов Малый Таганай и Средний Таганай, в 25 км северо-западнее озера Тургояк.

## Маршруты восхождения
Маркированная тропа (сине-белые флажки) ведёт на южный пик горы Ицыл от дороги, соединяющей Киалимский кордон с посёлком Тургояк, через участок реликтового леса, называемый Ицыльские ельники. Начало подъёма — в двух километрах восточнее кордона.